# Claire Du Brey

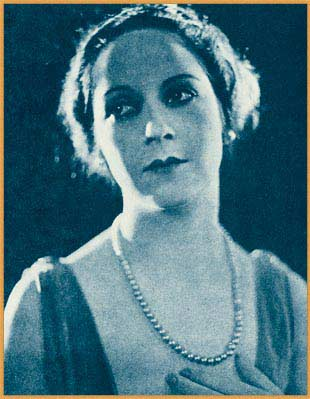
Claire Du Brey (1920)

Claire Du Brey (* 31. August 1892 in Bonners Ferry, Idaho als Clara Violet Dubreyvich; † 1. August 1993 in Los Angeles, Kalifornien) war eine US-amerikanische Schauspielerin.

## Leben und Karriere
Geboren in Idaho, zog Claire Du Breys Familie mit einem Planwagen durch die Sierra Madre nach Kalifornien, als sie 13 Jahre alt war. Eigentlich absolvierte sie eine Ausbildung zur Krankenschwester, doch dann las sie ein Arbeitsangebot als „Halbtags-Schauspielerin“ für Stummfilme in der Zeitung. Ihr Filmdebüt gab Du Brey 1916 neben Billie Burke in Peggy. Innerhalb kurzer Zeit erhielt die brünette Schauspielerin Hauptrollen, vor allem in Western. Viele ihrer Stunts übernahm die athletische Schauspielerin dabei selbst. Sie fungierte unter anderem als Leading Lady zu Darstellern wie Harry Carey senior, Herbert Rawlinson, Dustin Farnum und Lon Chaney senior. Dabei verkörperte Du Brey sowohl hochgestellte und elegante Persönlichkeiten wie Gräfinnen als auch einfache Bedienstete oder junge Mädchen aus dem Wilden Westen. Neben ihrer Filmarbeit war sie auch regelmäßig auf den Bühnen um Los Angeles zu sehen.
Durch ihr zunehmendes Alter und den Anbruch der Tonfilmzeit wurden Du Breys Rollen Ende der 1920er-Jahre deutlich kleiner. Für den Rest ihrer Filmkarriere war sie zwar vielbeschäftigt, verkörperte aber zumeist wenig substanzielle Rollen; darunter aber vor allem als Verkäuferin, Krankenschwester, Haushälterin oder Sekretärin. Nur in vereinzelten Fällen in kleineren Filmen erhielt Du Brey noch die Chance, größere Parts zu spielen. Ab den 1950er-Jahren war sie auch im Fernsehen zu sehen. Nach über 240 Film- und Fernsehauftritten zog sich Du Brey 1960 aus dem Schauspielgeschäft zurück. 1993 verstarb sie im Alter von 100 Jahren in Los Angeles.
Claire Du Brey war eng befreundet mit dem Schauspieler Richard Cromwell sowie der populären Charakterdarstellerin Marie Dressler, welche sie auch bei ihrem Krebstod im Jahre 1934 neben ihrer Filmarbeit pflegte. Neuere Biografien über Dressler gehen von einer langjährigen, geheimen lesbischen Beziehung zwischen den beiden Schauspielerinnen aus. Claire Du Brey war allerdings auch mit einem Arzt namens Dr. Mark Gordon verheiratet, diese Ehe wurde geschieden.

## Filmografie (Auswahl)
- 1915: Civilization
- 1916: Peggy
- 1917: The Piper’s Price
- 1917: The Drifter
- 1917: Pay Me!
- 1917: Hair-Trigger Burke
- 1917: Triumph
- 1918: Social Briars
- 1919: The Devil’s Trail
- 1919: What Every Woman Wants
- 1921: That Girl Montana
- 1921: The Hole in the Wall
- 1922: Nur ein Ladenmädchen (Only a Shop Girl)
- 1924: Die Seeteufel (The Sea Hawk)
- 1926: Miss Nobody
- 1927: Die Teufelstänzerin (The Devil Dancer)
- 1929: Two Sisters
- 1930: For the Love o’ Lil
- 1930: Die Abtrünnigen (Renegades)
- 1931: Der Spuk von Paris (The Phantom of Paris)
- 1931: Die Sünde der Madelon Claudet (The Sin of Madelon Claudet)
- 1932: Arsene Lupin, der König der Diebe (Arsène Lupin)
- 1933: Zwischen heut und morgen (Gabriel Over the White House)
- 1933: Herz zu verschenken (Beauty for Sale)
- 1933: Nachtflug (Night Flight)
- 1933: Ihre letzte Nacht (Ever in My Heart)
- 1934: Schrei der Gehetzten (Viva Villa!)
- 1935: Fräulein Wirbelwind (Vagabond Lady)
- 1935: Blutige Perlen (Whipsaw)
- 1936: Kleinstadtmädel (Small Town Girl)
- 1936: Die Teufelspuppe (The Devil Doll)
- 1936: Ramona
- 1937: Gesetz der Berge (Mountain Justice)
- 1937: Topper – Das blonde Gespenst (Topper)
- 1937: Denen ist nichts heilig (Nothing Sacred)
- 1938: Marie-Antoinette
- 1938: Little Miss Broadway
- 1938: That Certain Age
- 1939: Jesse James, Mann ohne Gesetz (Jesse James)
- 1939: Sergeant Madden
- 1939: Liebe und Leben des Telefonbauers A. Bell (The Story of Alexander Graham Bell)
- 1939: Juarez
- 1939: When Tomorrow Comes
- 1939: Swanee River
- 1940: Rendezvous nach Ladenschluß (The Shop Around the Corner)
- 1940: The Blue Bird
- 1940: Goldschmuggel nach Virginia (Virginia City)
- 1940: Hochzeit wider Willen (The Doctor Takes a Wife)
- 1940: Charlie Chan auf Kreuzfahrt (Charlie Chan’s Murder Cruise)
- 1940: Andy Hardy Meets Debutante
- 1940: Hölle, wo ist dein Sieg? (All This, and Heaven Too)
- 1940: Treck nach Utah (Brigham Young)
- 1941: Blondie in Society
- 1941: Blüten im Staub (Blossoms in the Dust)
- 1942: Die Gaylords (The Gay Sisters)
- 1942: Reise aus der Vergangenheit (Now, Voyager)
- 1943: Ein himmlischer Sünder (Heaven Can Wait)
- 1944: Drachensaat (Dragon Seed)
- 1944: So ein Papa (Casanova Brown)
- 1945: Polonaise (A Song to Remember)
- 1945: Star in the Night (Kurzfilm)
- 1945: Liebe in der Wildnis (Dakota)
- 1946: The Catman of Paris
- 1946: Im Geheimdienst (Cloak and Dagger)
- 1946: Die besten Jahre unseres Lebens (The Best Years of Our Lives)
- 1946: Die Abenteuer Don Ricardos (Don Ricardo Returns)
- 1947: Der Rebell von San Fernando (Bells of San Fernando)
- 1947: Endspurt (The Homestretch)
- 1947: Ivy
- 1947: Die Unbesiegten (Unconquered)
- 1947: Jede Frau braucht einen Engel (The Bishop’s Wife)
- 1948: Liebesnächte in Sevilla (The Loves of Carmen)
- 1948: Jedes Mädchen müßte heiraten (Every Girl Should Be Married)
- 1949: Abbott and Costello Meet the Killer, Boris Karloff
- 1949: Samson und Delilah (Samson and Delilah)
- 1950: Cinderella
- 1951: Reporter des Satans (Ace in the Hole)
- 1951: Der Rächer von Casamare (Mask of the Avenger)
- 1951: Doppeltes Dynamit (Double Dynamite)
- 1952: Die Rose von Cimarron (Rose of Cimarron)
- 1952: Hans und die Bohnenstange (Jack and the Beanstalk)
- 1953: König der Piraten (Raiders of the Seven Seas)
- 1954: Der Würger von Paris (Phantom of the Rue Morgue)
- 1954: Rocky Jones, Space Ranger (Fernsehserie, 1 Folge)
- 1956: Vincent van Gogh – Ein Leben in Leidenschaft (Lust for Life)
- 1957: Die Girls (Les Girls)
- 1958: Schnelle Jungs und kesse Mädchen (Hot Rod Gang)
- 1959: Patrouille westwärts (Escort West)
- 1959: Vater ist der Beste (Father Knows Best, Fernsehserie, 1 Folge)
- 1959: Blonde Locken – scharfe Krallen (Girls Town)
- 1959: Die Madonna mit den zwei Gesichtern (The Miracle)